# Václav Král
Václav Král (27. září 1936, Ostrava – 26. října 2005, Praha) byl český automobilový designér, konstruktér a závodník.

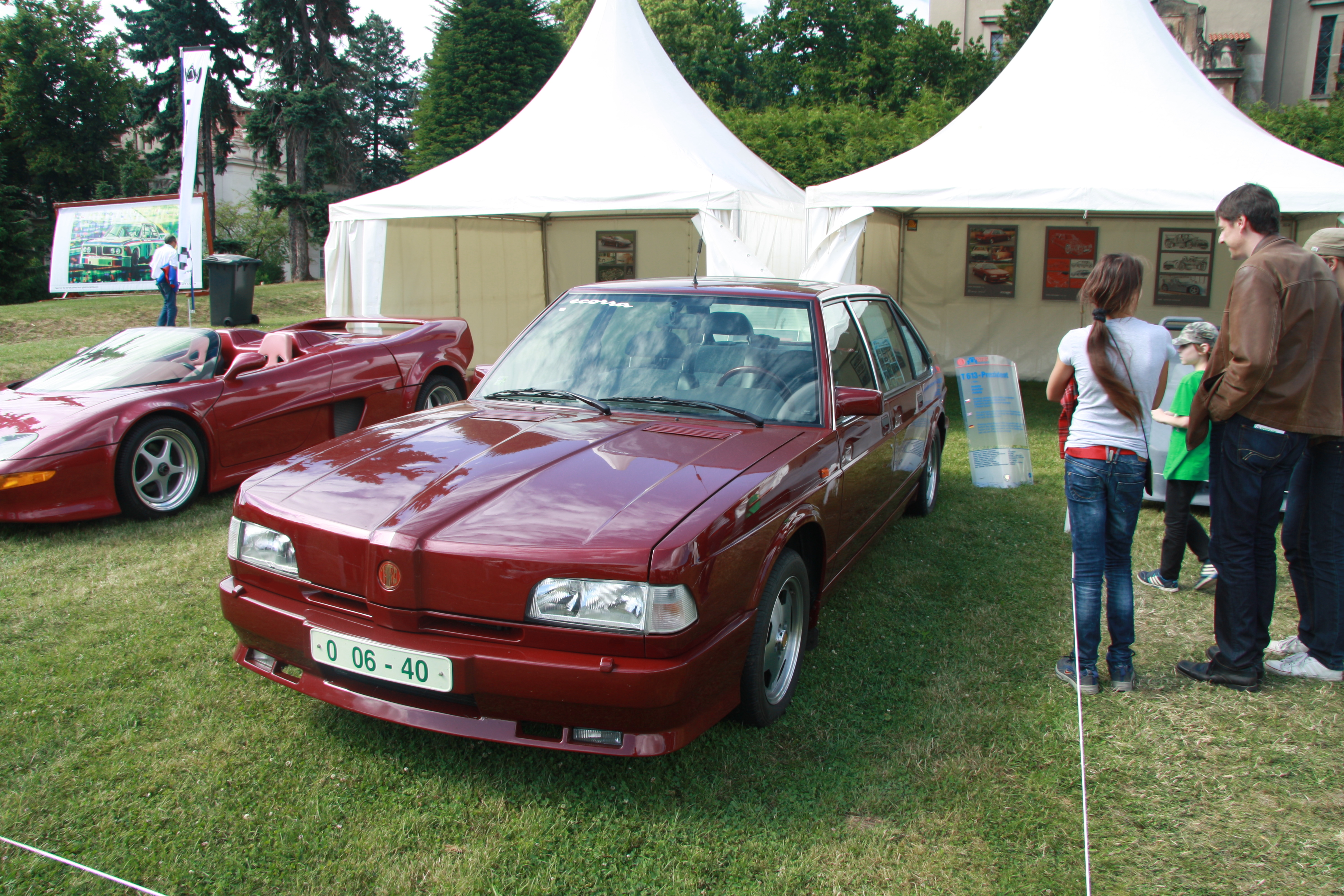
Innotech Mysterro a Tatra Prezident

## Životopis
Narodil se roku 1936 v Ostravě. V roce 1956 absolvoval Vyšší průmyslovou školu automobilní a leteckou v Mladé Boleslavi. Dvacet let aktivně závodil (motocyklové soutěže, autokros, formule). Do roku 1960 pracoval v konstrukci karosérií AZNP Mladá Boleslav a poté ve Výzkumném ústavu energetickém. Roku 1983 odešel na volnou nohu. Od roku 1994 vyučoval na ČVUT.
Od 50. let kreslil a psal do motoristických časopisů, pro mnohé československé firmy kreslil „rentgenové obrazy“ jejich výrobků, věnoval se propagační grafice. V 70. letech se představil jako tvůrce závodních automobilů značky Metalex. Vytvořil karoserie závodních vozů formule Easter a Mondial, Škoda Buggy a Spider a dalších více než 20 vozidel.
Mezi nejznámější Králova díla patří super-sporty: Tatra MTX V8 (1991, vyrobeny 3 kusy), Innotech Mystero (1995, vyroben 1 kus), Dioss Rebel (1995, vyrobeny 3 kusy, dochovány 2) a luxusní Tatra Prezident. Tatra MTX V8 je držitelem českého národního rychlostního rekordu. Rekord 265 km/h se Supertatrou o objemu čtyři litry a výkonu 320 koní vytvořil Ing.Petr Bold na bývalém letišti Hradčany u Ralska. Jeho studie vozu Laurin & Klement z roku 1991 drží český rekord vozidla s nejnižším odporem vzduchu (CX = 0,17).
Věnoval se i průmyslovému designu – balicí stroje, laminovací stroje, obří postřikovač, jemnořezná pila, počítače, vrtačky, motory, výrobky pro domácnost, hračky. Byl velkým propagátorem „filozofie spotřebitelské skromnosti“ v dopravě.